# 派迪亚斯河
派迪亚斯河（希臘語：Πεδιαίος/Πιθκιάς），塞浦路斯主要河流之一。发源于特罗多斯山脉（Troodos），流经迈萨奥里亚平原（Mesaoria），注入法马古斯塔湾。派迪亚斯河总长约100公里，是塞浦路斯最长的河流。途径城市包含首都尼科西亚。